# Glossata
Glossata é uma subordem de insectos (borboletas, mariposas, lagartas e taturanas) da ordem Lepidoptera, incluindo todos aqueles em que os adultos não apresentam mandíbulas, mas sim uma espirotromba enrolada, característica destes insetos. Diferenciam-se, assim, daquelas pequenas mariposas mandibuladas da subordem Aglossata.
Atualmente, compreende perto de 99% das espécies conhecidas da ordem, distribuídas por seis infraordens.

## Sistemática
- Ordem Lepidoptera
  - Subordem Glossata (Fabricius, 1775)
    - Infraordem Dacnonypha (Hinton, 1946 )
    - Infraordem Acanthoctesia (Minet, 2002 )
    - Infraordem Lophocoronina (Common, 1990)
    - Infraordem Neopseustina (Davis & Nielsen, 1980)
    - Infraordem Exoporia (Common, 1975)
    - Infraordem Heteroneura (Tillyard, 1918)